# التلال لها عيون 2 (فلم 1984)
التلال لها عيون 2 (بالإنجليزية: The Hills Have Eyes Part II) هو فيلم رعب تم إنتاجه في الولايات المتحدة وصدر سنة 1984 بطولة مايكل بيريمان وهو الجزء الثاني من سلسلة أفلام «التلال لها عيون».

## القصة
مجموعة من راكبي الدراجات النارية في سباق، يجدون أنفسهم محاصرين في الصحراء مع عائلة من أكلة لحوم البشر.

## الميزانية والإيرادات
كلف إنتاج الفيلم قرابة 700,000 دولار.

## وصلات خارجية
- مقالات تستعمل روابط فنية بلا صلة مع ويكي بيانات